# مگس‌گیر کاکلی زیتونی
مگس‌گیر کاکلی زیتونی یا مگس‌گیر زیتونی (نام علمی: Mitrephanes olivaceus) گونه‌ای از پرندگان تیرهٔ ژیان‌مرغان است که در یونگاس پرو و غرب بولیوی یافت می‌شود. زیستگاه طبیعی آن جنگل‌های کوهستانی نمناک نیمه‌گرمسیری یا گرمسیری است.